# Prati a Giverny
Prati a Giverny è un dipinto a olio su tela (92x80 cm) realizzato nel 1888 dal pittore francese Claude Monet.
È  conservato nel Museo dell'Ermitage di San Pietroburgo.